# Jalón de Cameros
Jalón de Cameros település Spanyolországban, La Rioja autonóm közösségben.  Lakosainak száma 23 fő (2024).

## Népesség
A település népessége az elmúlt években az alábbi módon változott:
| Lakosok száma | 48   | 47   | 35   | 26   | 23   | 18   | 18   | 21   | 22   | 23   |
|               | 2001 | 2004 | 2007 | 2009 | 2012 | 2014 | 2017 | 2019 | 2022 | 2024 |